# Pterocephalus szovitsii
Pterocephalus szovitsii är en tvåhjärtbladig växtart som beskrevs av Pierre Edmond Boissier. Pterocephalus szovitsii ingår i släktet Pterocephalus och familjen Dipsacaceae. Inga underarter finns listade i Catalogue of Life.